# Arnd Schultheiß
Arnd Schultheiß (* 22. März 1930 in Leipzig; † 1. Dezember 2021 ebendort) war ein deutscher Maler und Grafiker.

## Leben und Wirken
Arnd Schultheiß erhielt bereits während seiner Gymnasialzeit eine Vorausbildung in Zeichnen, als er von 1942 bis 1945 das Musische Gymnasium in Leipzig besuchte. Hier wurde auch seine Liebe zur Musik bestärkt. Von 1946 bis 1951 studierte er an der Hochschule für Grafik und Buchkunst Leipzig. Seine Lehrer waren unter anderen Elisabeth Voigt und Max Schwimmer. Nach dem Studium war er freischaffend als Maler, Grafiker und Publizist tätig.
1968 schloss er Freundschaft mit dem Gewandhauskapellmeister Václav Neumann, was die ersten Zeichnungen aus dem Konzertsaal zur Folge hatte. Mit Grafiken von Dirigenten und Solisten entwickelte sich daraus eine schultheißsche Spezialität. Er porträtierte unter anderen Herbert von Karajan, Kurt Masur, Sergiu Celibidache, Leopold Hager, Andor Foldes und Lasar Berman. 1983–1985 erschienen drei Radierfolgen aus dem Konzertsaal, angefertigt im Auftrag des Rates der Stadt Leipzig. Aber auch Collagen, Malerei und baugebundene Kunst (wie zum Beispiel die Fassadengestaltung der Büchertürme der Erweiterung der Deutschen Bücherei) entstanden in seinem langen Arbeitsleben.
Von 1991 bis 1999 war Schultheiß Dozent für grafisches Gestalten und Naturstudium an der Abendakademie der Hochschule für Grafik und Buchkunst Leipzig. 1990–1993 war er Vorsitzender des Bundes Bildender Künstler Leipzig e. V. und von 1991 bis 2001 stellvertretender Vorsitzender des Landesverbandes Bildende Kunst Sachsen e. V. 1993 wurde er als eine der 24 vom sächsischen Ministerpräsidenten ausgewählten Persönlichkeiten in den neu gegründeten Sächsischen Kultursenat berufen, dem er zehn Jahre angehörte.

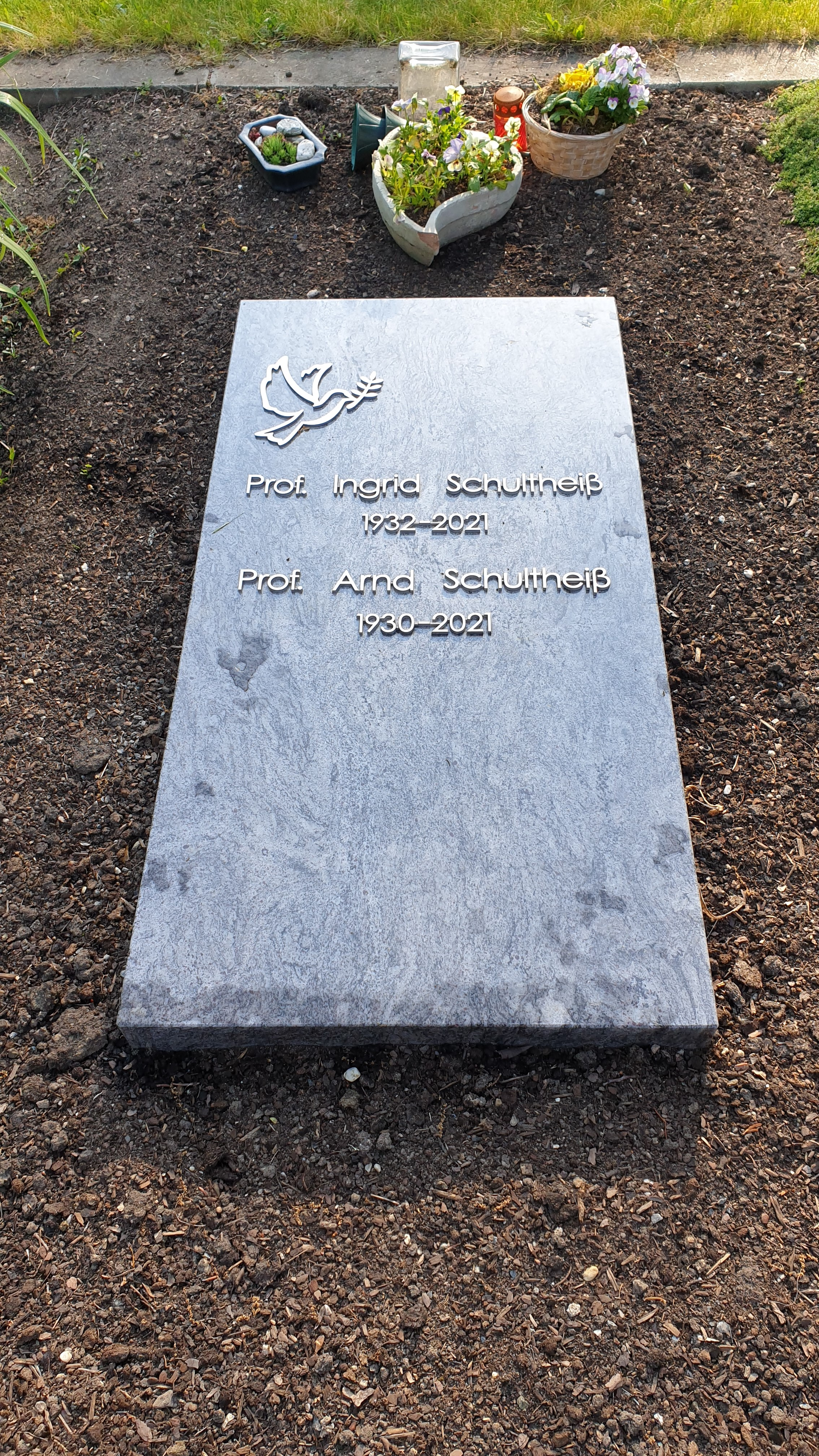
Grabstätte Arnd und Ingrid Schultheiß

Werke von Arnd Schultheiß befinden sich in öffentlichem Besitz in Museen und Sammlungen von Altenburg, Chemnitz, Berlin, Dresden und Leipzig (u. a. Museum der bildenden Künste, Stadtgeschichtliches Museum Leipzig, Kunsthalle der Sparkasse, Kunstsammlungen der Universität und Gewandhaus). Seit 1946 fanden zirka 150 Ausstellungen und Ausstellungsbeteiligungen mit Werken von Arnd Schultheiß im In- und Ausland statt. Die nach eigenem Bekunden letzte Ausstellung mit seinen Werken fand 2014 an jenem Ort in Leipzig statt, an dem er einst das Musische Gymnasium besuchte. In diesem Jahr übergab er auch in einer Schenkung 125 Zeichnungen an das Stadtgeschichtliche Museum Leipzig.
Von 1956 bis 2021 war er verheiratet mit der Buchgestalterin Ingrid Schultheiß, geb. Leudolph.
Die Grabstätte von Arnd Schultheiß befindet sich auf dem Südfriedhof in Leipzig.

## Ehrungen
- 1985 erhielt Arnd Schultheiß den Kunstpreis der Stadt Leipzig.
- 2005 wurde ihm eine Ehrenprofessur durch den Freistaat Sachsen verliehen.